# 대한민국 제7대 대통령 선거 신민당 후보 경선
대한민국 제7대 대통령 선거 신민당 후보 경선은 1971년 대한민국 대통령 선거를 위해 신민당의 대통령 후보를 선출하기 위해 치러진 경선을 말한다. 대중경제론 등 야당의 주요 정책들을 입안한 정책통으로 유명한 김대중 후보가 제7대 대통령 후보로 당선되었다.
당시 만 46세의 나이였던 김대중 후보는 60대가 아닌 최초의 민주당계 정당 대선 후보였으며, 최초의 호남 출신 주요 정당 대선 후보였다. 김대중 후보는 이 선거에서 최종적으로 박정희 민주공화당 후보에게 패배하였으나, 이후 세 번 더 대통령 선거에 출마했고 마지막 도전에서 당선되었다.

## 배경

### 40대 기수론
신민당은 관행대로 계파 보스들의 밀실 협상으로 당내 원로나 명망 인사를 합의 추대할 것으로 예상됐으나, 1969년 11월 8일 42세의 김영삼 의원이 출마를 선언한 것을 시작으로 김대중, 이철승 등의 40대 젊은 후보들이 출마, 당내에 파장을 일으켰다.
신민당은 그간 정국을 주도하고 당을 유지시켜온 것은 이미 고흥문, 김재광 등 젊은 40대 의원들이음에도 당권은 5·60대 이상의 원로 인사들이 독점하고 있어 당내 마찰이 심해지고 있었다. 1969년 3선 개헌 국민 투표 참패로 당내 쇄신 여론은 최고조에 달했으며, 그런 상태에서 40대 후보들의 등장은 큰 지지를 얻었다.
가부장적인 당풍으로 유명하던 신민당 지도부는 40대 바람에 부정적인 입장을 보였으며, 원로 인사 추대만이 당을 살리는 길이라고 주장했다. 이들은 유진오 전 당수, 이범석 전 총리, 김홍일 의원, 박기출 의원, 이재형 의원, 유진산 당수 등을 대선 후보로 밀었으나, 모두 수포로 돌아갔다.
결국 40대 대망론을 막을 수 없는 상황이 되자, 유진산 당수는 최소 세 40대 후보들 중 누가 후보가 되느냐에 대해서라도 영향력을 행사할 방안을 강구하였다.

### 유진산 대표 체제 출범
유진오 당수의 사임으로 공석이 된 신민당의 신임 당수를 선출하기 위해 1970년 1월 26일 개최된 신민당 임시 전당대회는 그해 6월 24일로 예정되어 있던 대선 후보 지명 대회의 전초전 성격을 띄었다. 40대 후보들은 이 날 당수 선거와 함께 대선 후보도 선출하자고 주장했으나, 당 지도부는 당수 선거만을 진행하기로 하였다.
유진오 당수가 당수직을 수행하지 못하겠다고 판단할 정도로 건강이 악화된 것이란 점에서, 강력한 차기 대선 후보로 예상되던 유진오 당수는 대권 주자에서 제외되고 40대 후보론은 더 힘을 얻게 되었다.
새 당 대표는 대선 후보 경선에 투표할 전당대회 대의원 선임에 막대한 영향력을 끼칠 수 있었다. 따라서 대선 주자들은 당 대표 선거에 촉각을 곤두세워야 했다. 40대 대선 후보들 중 김대중 후보는 당 대표로 같은 신파 계열의 정일형 후보를 총력 지지하였다. 반면 김영삼 후보와 이철승 후보는 사실상 유진산 후보를 지지하고 있는 것으로 알려졌다. 그 외에 이재형 부총재도 출마를 선언하여, 신파는 정일형 후보와 이재형 후보로 분열하게 되었다.
결국 전당대회는 개막하였고, 2차 투표까지 가는 접전의 승부 결과 유진산 후보가 당 대표에 당선되었다. 이로써 유진산 대표는 이후 대선 후보 경선에 투표할 대의원들의 선임 등에 막대한 영향을 끼치게 되었다. 당내 반진산계의 반발 및 윤보선 전 대통령의 분당 추진 등을 의식한 유진산 대표는 취임 후 범계파적 당직 인사를 공약하고, 자유당, 한국독립당 등 군소 보수 정당들과의 합당을 성사시키는 등 당의 전열을 가다듬기 위해 노력하였다.
대선 후보 지명 대회는 1970년 6월 24일 개최될 예정이었으나, 당내 분규를 수습하는 과정에서 9월 29일로 연기되었다.

### 당 대표 후보 지명권
40대 후보들에게 구상유취하다며 출마 철회를 종용하던 유진산 대표는 40대 주자 세 사람과 수차례 회담을 갖고 경선불가론을 천명, 세 후보가 한 명으로 단일화할 것을 요구했다. 이에 따라 세 후보는 활발한 단일화 교섭을 벌였으나, 누구 하나 양보하는 이가 없어 지지부진했다. 유진산 대표는 만약 40대 단일화가 성사되지 못할 시 자신이 후보로 나서겠다고 밝혔는데, 당내 최대 계파의 수장인 유진산 대표가 나설 경우 대의원 투표에서 필패할 것이라고 판단한 40대 후보들에게는 긴장감이 감돌았다.
유진산 대표는 결국 당 대표가 40대 후보 중 한 사람을 단일 후보로 지명하는 방법을 제안했고, 김영삼 후보와 이철승 후보가 이를 수용해 합의가 이루어졌다. 그러나 김대중 후보는 당 대표의 후보 추천권을 인정할 수 없다고 선언해, 김영삼·이철승 두 후보 중 유진산 대표가 선택하는 한 사람과 김대중 후보가 대의원 투표에서 경합할 것이 사실상 확정되었다. 전당대회 불과 며칠 전 위의 합의가 성사됨에 따라 수개월 동안 출마를 간보던 유진산 대표는 드디어 불출마를 공식 선언하게 되었다. 하도 잦은 출마 및 불출마 번복으로 진산계 일부가 불출마 선언의 진의를 의심, 여전히 유진산에게 투표하려는 움직임을 보이자 유진산 대표는 혹여 자신이 당선된다 하더라도 수락하지 않겠다고 밝혀야 했다.

### 유진산 대표 김영삼 지명
이철승 후보는 유진산 대표가 자신의 숙부인 이석주 전 의원과 각별한 사이였던데다 같은 전라북도 출신이란 점에서 자신이 선택 받을 것을 기대하고 있었다. 그러나 이철승 후보는 민주당 신파 출신인 반면 유진산 대표는 민주당 구파의 영수 격이었으며, 두 사람은 다년 간 사사건건 정치적 충돌을 빚어온 준 앙숙 관계라는 점에서 이철승 후보가 유진산 대표의 지지를 받을 가능성은 적어 보였다. 뿐만 아니라 이철승 후보는 김영삼·김대중 후보와 달리 오랜 해외 망명으로 당내 기반을 상당 부분 까먹어, 재야 운동가 및 민주당 신파 리더로서의 높은 명망에도 불구하고 대의원 포섭에서 고전하고 있던 것으로 알려졌다.
결국 구파 출신에 범진산계로 분류되던 김영삼 후보가 유진산 대표의 지명을 받게 되었고, 이철승 후보는 사전 약속대로 후보직을 사퇴하면서도 배신감과 당혹감에서 벗어나지 못하는 모습이었다. 이런 상황 속에 이철승 후보는 전당대회 날 김대중 후보 지지로 선회, 김대중 당선에 1등 공신이 되었다. 김대중은 이철승에게 당 대표 선거 때 지지를 약속하고 이철승의 지지를 얻어낸 것으로 알려졌다.

## 후보자

### 경선 참여 후보자
| 후보   | 생년   | 경력                 |
| ------ | ------ | -------------------- |
| 김대중 | 1924년 | 제5·6·7대 국회의원   |
| 김영삼 | 1929년 | 제3·5·6·7대 국회의원 |

### 사퇴 후보자
민주당 신파 및 재야 세력의 강력한 지지를 받고 있던 이철승 전 의원은 애초에 경선 출마를 위해 입당한 사람이었으나, 유진산 대표가 지명하는 후보를 지지하기로 한 약속에 따라 전당대회 전날인 9월 28일, 유 대표가 김영삼을 지명함에 따라 경선을 포기했다. 그러나 이후 김영삼을 지지하지 않고 김대중과 연합하였다.
유진산 대표는 전당대회 불과 며칠 전까지도 스스로 출마해 40대 후보들과 표 대결을 벌일 것을 고려했으나, 결국 후보 지명권을 받는 것을 댓가로 불출마를 선언하고, 투표 날 과반수 대의원들이 자신에게 투표해 당선되더라도 사퇴하겠다는 의사를 밝혀 확실히 불출마했다.
유진오 전 총재, 박기출 의원, 정일형 의원 등 원로급 인사들은 당초 경선이 아닌 추대를 전제 조건으로 출마를 고려했으나, 당 지도부에서 40대 후보 중 한 사람을 밀기로 결정하고 출마 포기를 부탁하자 모두 불출마했다.
당내 일각에선 범야권 통합의 의미로 이범석 전 총리를 등 외부 인사를 영입 및 추대하는 안도 있었으나, 당내 호응도 약하고 이 전 총리 등 거론된 인사들도 고사해 유야무야되었다.

## 전당대회
대선 후보는 대의원들의 투표로 결정하되, 1차 투표에서 과반을 득표한 후보가 없을 경우 2차 투표를 실시하고, 2차 투표에서도 과반 득표자가 나오지 않으면 3차 결선 투표를 실시하고 최고 득표자를 당선자로 하도록 되어있었다. 1970년 9월 29일 전당대회에서 1차 투표에서는 김영삼이 과반에 조금 못 미치는 1위를 하였으나, 2차 투표에서는 이철승의 지지를 얻은 김대중이 역전하여 김대중이 제7대 대통령 후보로 공식 선출됐다.
| 1차 투표   | 1차 투표 | 1차 투표 | 2차 투표 | 2차 투표 |
| 이름       | 득표수   | 득표율   | 득표수   | 득표율   |
| ---------- | -------- | -------- | -------- | -------- |
| 김대중     | 382      | 43.2%    | 458      | 51.8%    |
| 김영삼     | 421      | 47.6%    | 410      | 46.4%    |
| 무효       | 82       | 9.3%     | 16       | 1.8%     |
| 총투표수   | 885      | 885      | 884      | 884      |
| 당선정족수 | 443      | 443      | 443      | 443      |

### 무효표
1차 투표에서의 무효표 82표 중 2표는 이철승, 2표는 유진산에게 투표된 표였고, 나머지 78표는 백지투표였다. 백지 투표의 20표 정도는 박기출, 그 외엔 이철승의 지지자들에 의한 것으로 분석되었다. 2차 투표에서는 16표의 무효표 가운데 하나는 "이대삼"에게 투표된 표가 있었는데, 이재형 당 고문은 "이 기명을 한 대의원은 누가 후보가 돼도 좋다는 의미에서 후보 세 분의 이름을 조합하여 쓴 것 같다, 앞으로 세 분 40대는 운명 공동체라 알고 굳게 단결하라"고 말했다.

### 당권 재신임
유진산 대표는 전당대회에서 자신에 대한 재신임을 묻겠다고 공언한 바 있었는데, 대선 후보 경선 결과가 이같이 나오자 유진산 대표 체제는 위기에 빠졌다. 그러나 김대중 후보가 당의 통합 차원에서 주류 대표와 비주류 후보 체제를 유지하기로 결정해 유진산 대표는 대표직을 계속 수행해갔다.

## 결과 분석
신민당의 후보 경선은 여러 가지로 당시 국민들에게 신선한 충격으로 다가왔는데, 전통 보수 정당에서 40대 대통령 후보를 낸 점, 당 대표의 지원을 받은 후보가 경선에서 패한 점 등은 하나의 혁명과도 같은 것으로 평가되었다. 당을 꾸려나가는 주역들은 40대면서도 5~60대 이상의 원로들이 권력을 독점하던, 경쟁보다는 뒤에서 계파 간 협상으로 정치를 해온 보수 야당에 처음으로 변화의 조짐이 보인 것이다. 이같은 보수 야당 사상 초유의 이변이 일어난 것엔 몇 가지 원인이 있었다.

### 비주류 결집 및 진산계 분열
우선 당 대표 유진산에 대한 당내 비토 세력이 생각보다 컸다는 점이다. 안 그래도 구파의 맹주로서 신파의 견제를 받고 있던 유진산은 경선 국면 동안 사실상 후보를 자기가 결정하겠다고 고집한 것과, 전대 일주일 전인 22일에도 출마를 확언했다가 사흘 뒤인 25일엔 후보 추천권을 대가로 불출마하는 등 이랬다 저랬다 하는 태도를 보인 것 등으로 공분을 사고 있었다.
그런 와중에 신파의 이철승계와 이재형계가 유진산에게 예상 밖에 반기를 들고 반란표를 던진 것도 한 몫 했다. 이렇듯 당내 최대 계파인 진산계가 분열하며 反진산 여론에 편승, 표 단속에 처참히 실패하게 된 것이다.
이 경선으로 진산계는 당장의 당권마저 위협 받는 처지가 되었다.

### 호남 표 결집
호남 출신인 유진산이 영남 출신 후보를 지명한 것도 호남 출신들이 많은 진산계가 분열한 이유였다. 여기에 김대중은 반진산계의 고정표 뿐 아니라 이철승의 지지 덕에 전라도와 충남 등 호남 지방 출신들의 표심을 장악했다. 전라도 지역 대의원들은 대부분 계파를 막론하고 김대중에게 몰표를 던진 것으로 알려졌는데, 어느 정돈가 하면 전남 광주시를 지역구로 둔 진산계의 정성태 국회부의장이 전남 지역 대의원들을 만나 유진산이 미는 김영삼을 뽑을 것을 종용하는 자리에서 도리어 대의원들에게 "광주에서 다시 출마하고 싶으면 중립이나 지키라"며 호되게 꾸중을 듣는 일이 있을 정도였다고 한다.
김영삼은 훗날 "2차 투표를 하는데 그때 소석(이철승)하고 DJ한테서 나온 말이 '우리가 남이여 시방?'이었다, 그러면서 소석 지지자들이 전부 DJ한테 몰아줘서 내가 졌다"며, 김대중 측이 경선에서 이기기 위해 지역 감정을 부추겼다고 비판했다.

### 김대중의 선거 전략
그러나 유진산 대표에 대해 당내에 서린 악감정 외에도, 김대중 후보의 영리한 선거 전략을 무시할 수 없다. 국회의원이나 지구당 위원장을 포섭하는 보통의 방식이 아니라 김대중의 책사 엄창록의 주도로 개개인의 말단 대의원들을 조직적으로 공략하는 데 총력을 다한 것이다. 김대중 캠프에서 "적의 수족을 묶는 작전"이라 부른 이 전략은 주효하여, 충남 청양·홍성 지구당에서는 김영삼 후보의 직계인 복진풍 위원장의 김영삼 후보 지지 지시에도 불구하고 대의원들은 김대중 후보를 지지하기도 했다. 타 후보가 위에서부터 다져놓은 조직을 김대중은 밑에서부터 침투해 들어간 것이었다. 이런 방식으로 다져진 표에 전통적인 민주당 신파 세력의 조직표가 합쳐지고, 당내 유진산 비토 세력까지 김대중을 중심으로 단합해 458표의 기적이 만들어진 것이라 할 수 있다.

## 같이 보기
- 대한민국 제7대 대통령 선거